# Monacos Grand Prix 1986
Monacos Grand Prix 1986 var det fjärde av 16 lopp ingående i formel 1-VM 1986.

## Resultat
1. Alain Prost, McLaren-TAG, 9 poäng
2. Keke Rosberg, McLaren-TAG, 6
3. Ayrton Senna, Lotus-Renault, 4
4. Nigel Mansell, Williams-Honda, 3
5. René Arnoux, Ligier-Renault, 2
6. Jacques Laffite, Ligier-Renault, 1
7. Nelson Piquet, Williams-Honda
8. Thierry Boutsen, Arrows-BMW
9. Marc Surer, Arrows-BMW
10. Stefan "Lill-Lövis" Johansson, Ferrari
11. Philippe Streiff, Tyrrell-Renault
12. Jonathan Palmer, Zakspeed

### Förare som bröt loppet
- Martin Brundle, Tyrrell-Renault (varv 67, olycka)
- Patrick Tambay, Team Haas (Lola-Ford) (67, olycka)
- Gerhard Berger, Benetton-BMW (42, styrning)
- Riccardo Patrese, Brabham-BMW (38, bränslepump)
- Michele Alboreto, Ferrari (38, turbo)
- Elio de Angelis, Brabham-BMW (31, motor)
- Teo Fabi, Benetton-BMW (17, bromsar)
- Alan Jones, Team Haas (Lola-Ford) (2, olycka)

### Förare som ej kvalificerade sig
- Piercarlo Ghinzani, Osella-Alfa Romeo
- Johnny Dumfries, Lotus-Renault
- Huub Rothengatter, Zakspeed
- Christian Danner, Osella-Alfa Romeo
- Andrea de Cesaris, Minardi-Motori Moderni
- Alessandro Nannini, Minardi-Motori Moderni

## VM-ställning
| Förarmästerskapet 1. Alain Prost, McLaren-TAG, 22 2. Ayrton Senna, Lotus-Renault, 19 3. Nelson Piquet, Williams-Honda, 15 | Konstruktörsmästerskapet 1. McLaren-TAG, 33 2. Williams-Honda, 24 3. Lotus-Renault, 19 |